# Liste der Monuments historiques in Forcalquier
Die Liste der Monuments historiques in Forcalquier führt die Monuments historiques in der französischen Gemeinde Forcalquier auf.

## Liste der Bauwerke
| Bezeichnung                                       | Beschreibung | Standort                  | Kennzeichnung | Schutzstatus | Datum | Bild |
| ------------------------------------------------- | ------------ | ------------------------- | ------------- | ------------ | ----- | ---- |
| Kathedrale Notre-Dame-du-Bourguet                 |              | Place du Bourguet (Lage)  | PA00080396    | Classé       | 1914  |      |
| Collège                                           |              | Place du Bourguet (Lage)  | PA00080394    | Inscrit      | 1927  |      |
| Franziskanerkloster                               |              | (Lage)                    | PA00080395    | Inscrit      | 1968  |      |
| Kapelle St-Jean                                   |              | (Lage)                    | PA00080393    | Classé       | 1979  |      |
| Brunnen Saint-Michel                              |              | Place Saint-Michel (Lage) | PA00080397    | Classé       | 1910  |      |
| Hôtel                                             |              | 3, rue Béranger (Lage)    | PA04000018    | Inscrit      | 1999  |      |
| Hôtel Arnaud                                      |              | 8, Grande-Rue (Lage)      | PA00080398    | Inscrit      | 1980  |      |
| Hôtel d’Autane                                    |              | 10, Grande-Rue (Lage)     | PA00080399    | Inscrit      | 1988  |      |
| Maison Jean Rey                                   |              | Rue Passere (Lage)        | PA00080400    | Inscrit      | 1943  |      |
| Priorat Saint-Pancrace und Kapelle Saint-Pancrace |              | (Lage)                    | PA04000010    | Inscrit      | 1997  |      |

## Liste der Objekte
- Monuments historiques (Objekte) in Forcalquier in der Base Palissy des französischen Kultusministeriums